# G 261-43
G 261-43 (GJ 9743 / WD 2126+734 / EGGR 144) es un sistema binario compuesto por dos enanas blancas. Está situado a 69 años luz de distancia del sistema solar en dirección a la constelación de Cefeo.
La componente principal del sistema, G 261-43 A, es una enana blanca de tipo espectral DA3. Su temperatura efectiva es de 15.400 K; de acuerdo a los modelos teóricos tiene una masa de 0,57 masas solares y una magnitud absoluta de +11,04, valores bastante cercanos a los obtenidos a partir de su paralaje (masa de 0,61 masas solares y magnitud absoluta +11,19).
La duplicidad de G 261-43 fue descubierta en 1997. G 261-43 B, casi con seguridad otra enana blanca, se encuentra a 1,4 segundos de arco de la componente A, lo que equivale a una separación real de 30 UA. De magnitud absoluta +14,80 es significativamente más tenue que su compañera y su temperatura aproximada es de 6000 K. Es más masiva que su compañera, con una masa de 0,84 masas solares.
Se piensa que la progenitora de G 261-43 A permaneció unos 4400 millones de años como estrella de la secuencia principal y gigante, lo que corresponde a una masa de 1,3 masas solares durante su estancia en la secuencia principal.